# ترانس‌نیستریا
ترانس‌نیستریا یا پریدنستروی، با نام رسمی جمهوری پریدنستروی مولداوی، کشوری با رسمیت محدود در کنار رود دنیستر در شرق مولداوی و در همسایگی با اوکراین است که تنها آبخاز و اوستیای جنوبی آن را به رسمیت می‌شناسند. کشور با رسمیت محدود شامل دولتی است که فقط از سوی آبخازیا و اوستیای جنوبی به رسمیت شناخته می‌شود.

## تاریخچه
روسیه شوروی پس از جنگ جهانی دوم جمهوری شوروی سوسیالیستی مولداوی را در منطقه دنیستر و منطقه بیسارابیا (که از ۱۹۱۸ تا ۱۹۴۰ بخشی از رومانی بود) بنیان گذاشت.
پس از فروپاشی اتحاد جماهیر شوروی و با رشد ملی‌گرایی فزاینده مولداویایی و امکان ادغام مولداوی با رومانی نگرانی در منطقه دنیستر بالا گرفت و این منطقه در سال ۱۹۹۲ اعلام جدایی کرد. این موضوع آتش جنگ کوتاه بین مولداوی و ترانسنیستریا را برافروخت که تا ۷۰۰ نفر کشته شدند. در سال ۱۹۹۲ و با امضای توافق آتش‌بس، یک کمیسیون کنترل مشترک سه جانبه (مولداوی، روسیه و ترانسنیستریا) و یک نیروی حافظ صلح سه جانبه تابع کمیسیون برای مقابله با نقض آتش‌بس ایجاد شد.
اگرچه آتش‌بس به‌صورت پایدار تاکنون باقی مانده، اما وضعیت سیاسی این قلمرو حل نشده باقی مانده است: ترانسنیستریا یک جمهوری نیمه ریاست جمهوری مستقل به رسمیت شناخته نشده اما عملاً مستقل است که دولت، پارلمان، ارتش، پلیس، سیستم پستی، پول و ثبت نام وسایل نقلیه خود را دارد.
ترانس‌نیستریا از سوی هیچ‌یک از اعضای سازمان ملل متحد به رسمیت شناخته نشده و با هیچ‌یک از آن‌ها رابطه دیپلماتیک ندارد و به صورت دوژور بخشی از قلمرو مولداوی به‌شمار می‌رود. اما مقامات ترانس‌نیستریا قانون اساسی، پرچم، سرود ملی و نشان ملی خود را در پارلمان منطقه خود تصویب کرده‌اند. از سوی دیگر پس از توافق سال ۲۰۰۵ بین مولداوی و اوکراین، تمام شرکت‌های ترانسنیستریایی که به دنبال صادرات کالا از طریق مرز اوکراین هستند، باید در نهادهای مرزی مولداوی ثبت نام کنند. این توافقنامه پس از شروع کار هیئت بررسی امور مرزی اتحادیه اروپا به مولداوی و اوکراین (EUBAM) در سال ۲۰۰۵ اجرایی شد.
در مارس ۲۰۱۴ پارلمان ترانس‌نیستریا رسماً از روسیه درخواست کرد که اجازه داشته باشد مانند کریمه به فدراسیون روسیه ملحق شود و روسیه در پاسخ قول داد که آن را مد نظر قرار دهد. در سال ۲۰۲۲ روسیه نزدیک به ۱۵۰۰ سرباز در ترانس‌نیستریا داشت.
در مارس ۲۰۲۲، پارلمان اروپا قطعنامه ای را تصویب کرد که این قلمرو را تحت اشغال نظامی روسیه تعریف می‌کند.

## جنگ ترانس‌نیستریا
جنگ ترانسنیستریا به دنبال درگیری‌های مسلحانه در مقیاس محدودی رخ داد که در اوایل نوامبر ۱۹۹۰ بین جدایی طلبان ترانسنیستریا و مولداوی در دوباسارای رخ داد. داوطلبان، از مناطق مختلف از جمله قزاق‌ها، از روسیه برای کمک به طرف جدایی طلب آمدند. در اواسط آوریل ۱۹۹۲، بر اساس توافقات مربوط به تقسیم تجهیزات نظامی اتحاد جماهیر شوروی سابق که در ماه‌های گذشته بین ۱۵ جمهوری سابق مذاکره شده بود، مولداوی وزارت دفاع خود را ایجاد کرد. طبق فرمان ایجاد آن، بیشتر تجهیزات نظامی ارتش چهاردهم سپاه توسط مولداوی حفظ می‌شد. از ۲ مارس ۱۹۹۲، نزاع بین مولداوی و ترانسنیستریا شروع شد. جنگ در اوایل سال ۱۹۹۲ شدت گرفت. ارتش چهاردهم گارد شوروی سابق در مرحله نهایی خود وارد درگیری شد و علیه نیروهای مولداوی آتش گشود. در این منازعات حدود ۷۰۰ نفر کشته شدند. مولداوی از آن زمان تاکنون هیچ کنترل یا نفوذ مؤثری بر مقامات ترانسنیستریا اعمال نکرده است. توافق آتش‌بس که در ۲۱ ژوئیه ۱۹۹۲ امضا شد، تا به امروز پابرجا مانده است.
پس از آغاز تهاجم روسیه به اوکراین در سال ۲۰۲۲، اوکراین مرز خود را با ترانس‌نیستریا که مسیر اصلی ورود کالاها به منطقه بود، مسدود کرد. به این ترتیب، ترانس‌نیستریا کاملاً به مولداوی متکی شد. در سال ۲۰۲۴ شورای عالی برای اولین بار از سال ۲۰۰۶ تشکیل شد و شورا از روسیه درخواست کمک اقتصادی کرد و اعلام کرد که مولداوی فعالانه در منطقه مرتکب نسل‌کشی می‌شود.

## نظامی

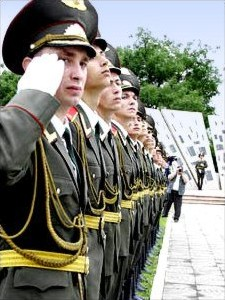
نظامی گری در ترانس‌نیستریا یا پریدنستروی

از سال ۲۰۰۷، نیروهای مسلح و شبه نظامی ترانسنیستریا متشکل از حدود ۴۵۰۰ تا ۷۵۰۰ سرباز بوده که به چهار تیپ پیاده‌نظام موتوری در تیراسپول، بندر، ریبنیتا و دوباساری تقسیم شده‌اند. آنها دارای ۱۸ تانک، ۱۰۷ نفربر زرهی، ۷۳ اسلحه صحرایی، ۴۶ تأسیسات ضدهوایی و ۱۷۳ واحد ناوشکن تانک هستند. [۱۳۵][۱۳۶] نیروی هوایی از ۱ هلیکوپتر Mi-8T و ۱ هلیکوپتر Mi-24 تشکیل شده است. هواپیماهای قبلی آنتونوف An-26، Antonov An-2 و Yakovlev Yak-52 و Mil Mi-2 و سایر هلیکوپترهای Mi-8T و Mi-24 هستند.

## مذهب
آمار رسمی نشان می‌دهد که ۹۲ درصد از جمعیت ترانسنیستریا به مسیحیت ارتدکس شرقی پایبند هستند و ۴ درصد به کاتولیک رومی پایبند هستند. کاتولیک‌های رومی عمدتاً در شمال ترانسنیستریا واقع شده‌اند، جایی که اقلیت قابل توجه لهستانی در آن زندگی می‌کنند.
دولت ترانسنیستریا از بازسازی و ساخت کلیساهای ارتدکس جدید حمایت کرده است. بر اساس قانون مصوب در این رژیم آزادی مذهب به‌صورت کامل بوده و تاکنون ۱۱۴ اعتقاد و جماعت مذهبی به‌طور رسمی ثبت شده‌اند. با این حال، در سال ۲۰۰۵، برخی از گروه‌های مذهبی، به ویژه شاهدان یهوه، با موانع ثبت نام مواجه شدند. در سال ۲۰۰۷، شبکه پخش مسیحی مستقر در ایالات متحده آزار و اذیت پروتستان‌ها در ترانسنیستریا را محکوم کرد.

## سیاست
در حال حاضر بزرگ‌ترین مسئله دربارهٔ آینده سیاسی این منطقه، پیوستن آن به روسیه پس از الحاق کریمه به فدراسیون روسیه است.

## اقتصاد
ترانسنیستریا اقتصاد مختلطی دارد. پس از یک فرایند خصوصی‌سازی در مقیاس بزرگ در اواخر دهه ۱۹۹۰، اکثر شرکت‌ها در ترانسنیستریا اکنون متعلق به بخش خصوصی هستند. اقتصاد مبتنی بر ترکیبی از صنایع سنگین (تولید فولاد)، تولید برق و تولید (تولید نساجی) است که در مجموع حدود ۸۰ درصد از کل تولید صنعتی را تشکیل می‌دهند.
اقتصاد ترانسنیستریا اغلب به عنوان وابسته به کالاهای قاچاق و اسلحه توصیف می‌شود. برخی از مفسران، از جمله زبیگنیو برژینسکی، حتی آن را یک دولت مافیایی نامیده‌اند. این اتهامات توسط دولت ترانسنیستریا تکذیب می‌شود و گاهی توسط مقامات روسیه و اوکراین کم‌اهمیت جلوه داده می‌شود.

## مردم
بر اساس سرشماری سال ۲۰۰۴ ترنسنیستریا؛ مولداوها ۳۱٫۹٪، روس‌ها ۳۰٫۴٪ و اوکراینی‌ها ۲۸٫۸٪ اهالی ترنسنیستریا را شامل می‌شوند. جمعیت ترانس‌نیستریا، در حدود ۳۰۰ هزار نفر است.
| خودمعرفی         | مولداوی سرشماری | ٪ مولداوی اصلی | ترنسنیستریا سرشماری | ٪ ترنسنیستریا + بندر | مجموع     | ٪      |
| ---------------- | --------------- | -------------- | ------------------- | -------------------- | --------- | ------ |
| مولداو۱          | ۲٬۵۶۴٬۸۴۹       | ۷۵٫۸۱٪         | ۱۷۷٬۳۸۲             | ۳۱٫۹۴٪               | ۲٬۷۴۲٬۲۳۱ | ۶۹٫۶۲٪ |
| اوکراینی‌ها       | ۲۸۲٬۴۰۶         | ۸٫۳۵٪          | ۱۶۰٬۰۶۹             | ۲۸٫۸۲٪               | ۴۴۲٬۴۷۵   | ۱۱٫۲۳٪ |
| روس‌ها            | ۲۰۱٬۲۱۸         | ۵٫۹۵٪          | ۱۶۸٬۶۷۸             | ۳۰٫۳۷٪               | ۳۶۹٬۸۹۶   | ۹٫۳۹٪  |
| گاگااوز          | ۱۴۷٬۵۰۰         | ۴٫۳۶٪          | ۴٬۰۹۶               | ۰٫۷۴٪                | ۱۵۱٬۵۹۶   | ۳٫۸۵٪  |
| رومانیایی‌ها۱     | ۷۳٬۲۷۶          | ۲٫۱۷٪          | ۲۵۳                 | ۰٫۰۵٪                | ۷۳٬۵۲۹    | ۱٫۸۷٪  |
| بلغارها          | ۶۵٬۶۶۲          | ۱٫۹۴٪          | ۱۳٬۸۵۸              | ۲٫۵۰٪                | ۷۹٬۵۲۰    | ۲٫۰۲٪  |
| کولی             | ۱۲٬۲۷۱          | ۰٫۳۶٪          | ۵۰۷                 | ۰٫۰۹٪                | ۱۲٬۷۷۸    | ۰٫۳۲٪  |
| یهودی۲           | ۳٬۶۰۸           | ۰٫۱۱٪          | ۱٬۲۵۹               | ۰٫۲۳٪                | ۴٬۸۶۷     | ۰٫۱۲٪  |
| لهستانی‌ها        | ۲٬۳۸۳           | ۰٫۰۷٪          | ۱٬۷۹۱               | ۰٫۳۲٪                | ۴٬۱۷۴     | ۰٫۱۱٪  |
| دیگران/اعلام‌نشده | ۳۰٬۱۵۹          | ۰٫۸۹٪          | ۲۷٬۴۵۴              | ۴٫۹۴٪                | ۵۷٬۶۱۳    | ۱٫۴۶٪  |
| کل               | ۳٬۳۸۳٬۳۳۲       | ۱۰۰٪           | ۵۵۵٬۳۴۷             | ۱۰۰٪                 | ۳٬۹۳۸٬۶۷۹ | ۱۰۰٪   |

۱اختلاف نظر ادامه‌داری در مورد این که آیا رومانیایی‌ها و مولداوها یک گروه قومیتی می‌باشند یا خیر وجود دارد؛ مثلاً برخی آن‌ها را دو گروه قومی متفاوت دانسته و برخی مولداوها را بخشی از رومانیایی‌ها می‌دانند. در سرشماری افراد فقط یک ملیت را می‌توانند معرفی کنند و کسی نمی‌تواند خود را هم مولداو و هم رومانیایی اعلام کند.
۲اقلیت یهودی این کشور در گذشته بسیار پرشمار بود (۲۲۵٫۶۳۷ یهودی در بسسارابیا در سال ۱۸۹۷ یا ۱۱٫۶۵٪ جمعیت).